# Шехзаде Орхан (син Ахмеда I)
Шехзаде Орхан — син Ахмеда I та Кесем Султан.
Народився 1610 року в Стамбулі, палаці Топкапи. Помер у віці двох років, 1612. Можливо поховано у Блакитній мечеті.